# Jan Gustaw Grycz
Jan Gustaw Grycz (ur. 30 marca 1884 w Łyżbicach (obecnie część Trzyńca), zm. 26 maja 1961 w Dusznikach-Zdroju) – polski inżynier, działacz społeczny.

## Życiorys
Urodził się w rodzinie Jerzego, działacza narodowego i społecznego, jednego z najbardziej wpływowych ludzi w gminie cieszyńskiej, oraz Katarzyny ze Stanowskich. Miał dwóch braci: Karola (1883–1963) i Jerzego (1892–1986) oraz cztery siostry. Ukończył naukę w Gimnazjum Macierzy Szkolnej w Cieszynie, a następnie studia na Politechnice w Zurychu. W 1912 roku podjął pracę jako konstruktor-statyk w firmie „Bobrowski i s-ka”, zajmującej się wykonywaniem robót betonowych i żelazobetonowych. We wrześniu 1913 roku został oddelegowany do Gieorgiewska na Kaukazie, by założyć i prowadzić oddział firmy. Kierował tam pracami nad wieloma znaczącymi projektami, m.in. był kierownikiem budowy wielkich mostów linii Carycyńskiej i kolei Władykaukaskiej. Podczas pobytu na Kaukazie poznał również Rosjankę Darię Marczenko, z którą 15 marca 1915 roku wziął ślub. 29 września 1921 roku powrócił do Polski i osiadł w Pszczynie, gdzie wraz z bratem Jerzym założył firmę budowlaną. Firma była wykonawcą wielu dużych projektów, w tym mostu nad Sołą w Kobiernicach oraz mostu nad Pilicą w Białobrzegach, będącego najdłuższym mostem żelbetowym w przedwojennej Polsce.
Projektował również wynalazki, na które otrzymywał patenty. Był też radnym pszczyńskiej Miejskiej Rady Narodowej, biegłym i ławnikiem sądowym i członkiem Polskiego Związku Łowieckiego. Po II wojnie światowej był kierownikiem Wydziału Komunikacji w Prezydium Powiatowej Rady Narodowej w Pszczynie, pracował również przy budowie zapory i wodociągów w Goczałkowicach, a także w Kieleckim Przedsiębiorstwie Robót Mostowych w Skoczowie. 
Miał trójkę dzieci, syna Jerzego i dwie córki: Olgę i Danutę.
Zmarł na zawał serca podczas pobytu urlopowego w Dusznikach-Zdroju.

## Ordery i odznaczenia
- Złoty Krzyż Zasługi (19 lipca 1939)[2]
- Srebrny Krzyż Zasługi (18 stycznia 1946)[3]
- Medal 10-lecia Polski Ludowej (16 lipca 1955)[4]